# Nemertesia mexicana
Nemertesia mexicana is een hydroïdpoliep uit de familie Plumulariidae. De poliep komt uit het geslacht Nemertesia. Nemertesia mexicana werd in 2007 voor het eerst wetenschappelijk beschreven door Ramil & Vervoort. 